# 洛洼林场后台遗址
洛洼林场后台遗址，位于中国青海省尖扎县昂拉乡亚拉东村，为青海省市县级文物保护单位，公布日期为1988年8月24日，类型为古遗址。
洛洼林场后台遗址的历史年代为新石器时代、青铜时代。